# 企業間取引

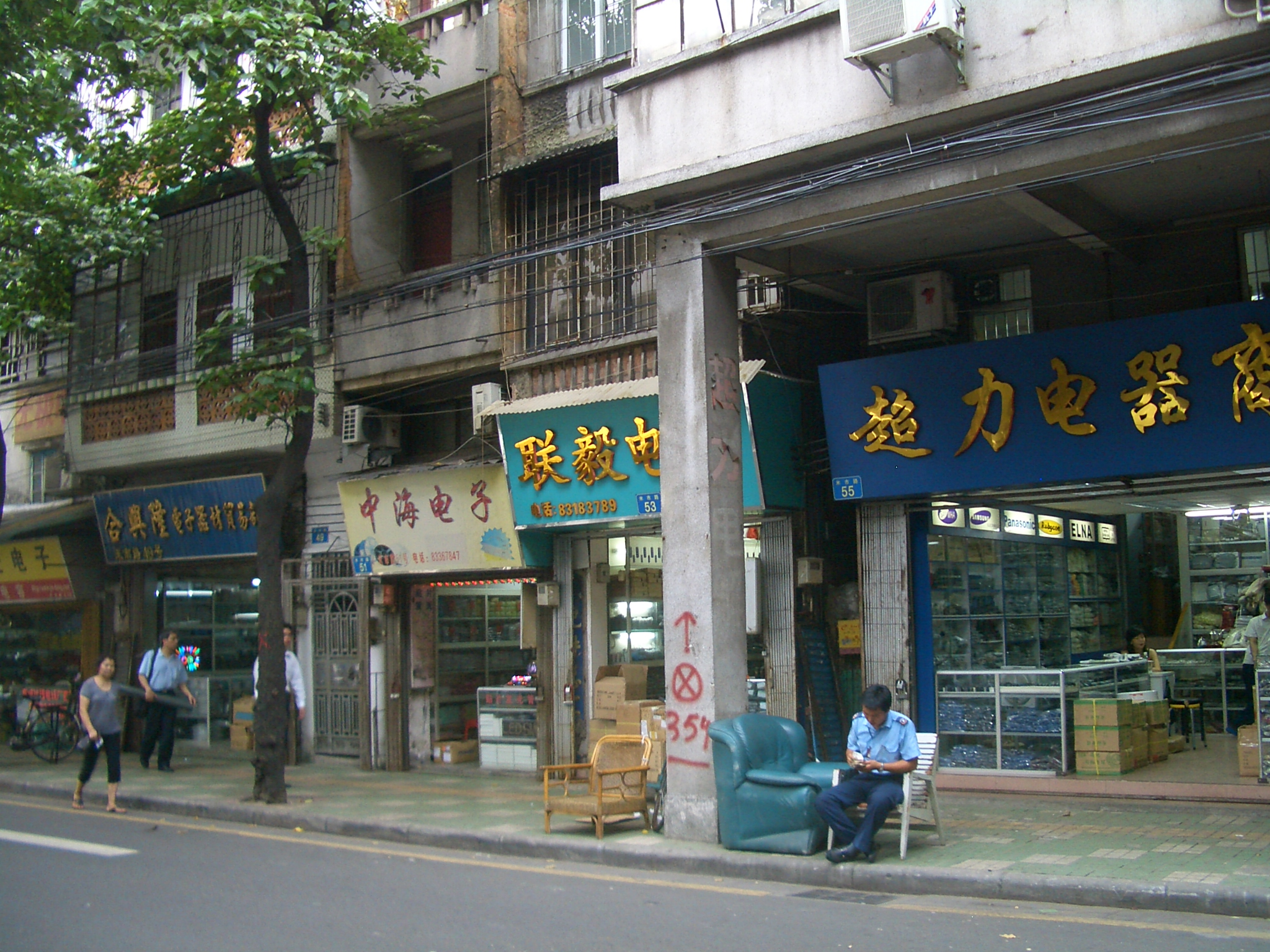
広州の「電子部品地区」。ここでは消費者向け商品の製造に電子部品を利用する企業向けにそれらを売る店舗が多数存在する。

企業間取引（きぎょうかんとりひき、英: business-to-business、B2B、BtoB）とは、製造業者（メーカー）と卸売間、または卸売と小売間など、企業の間での商取引のこと。関連する概念に企業対政府間取引（business-to-government、B2G、BtoG）があり、対義語は企業対消費者間取引（business-to-consumer、B2C、BtoC）となる。
B2B取引の規模は、B2C取引のそれよりも遥かに大きい。この主たる理由は、典型的なサプライチェーンの中で、部品材料や原材料を扱うB2B取引が多数存在するが、一方、B2C取引はたった一つしかない、つまり、最終製品を最終消費者に販売するだけだからである。例えば、自動車メーカーは自動車の製造のため、タイヤ、前面ガラスの原材料となるガラス、ゴムホースをそれぞれの製造業者から購入するなど、複数回のB2B取引を行う。最終取引、すなわち完成した車を消費者に売るというのは、一回切りのB2C取引である。
「B2B」という用語はまた、コミュニケーションとコラボレーションの文脈でも用いられることがある。多くの企業とそのビジネスにおいて、今やソーシャルメディアは消費者との接点を得るため、B2C取引の一環として、利用されている。しかしながら企業内部でも同様の手段を利用しており、このことから従業員間での相互交流も可能となっている。このような従業員間のコミュニケーションが生まれるときに、これを「B2Bコミュニケーション」と呼ぶ場合もある。

## 語源
「business to business」は「business to consumer」という企業と消費者間のやり取り（コミュニケーション）に対し、企業間、企業体（enterprise、エンタープライズ、事業体、大企業）間または組織間の電子的遣り取り（エレクトロニック・コミュニケーション）という別の意味の表すために元々生み出された言葉である。のちにこの語は結局はマーケティングに関する言葉として使われるようになり、加えて初めのうちは「生産財」（industrial goods）あるいは「中間財」または「資本財」（capital goods）に関するマーケティング、市場取引を示す用語であった。こんにちでは、企業が扱う全ての製品、サービスを説明するのに幅広く用いられる。専門学会や経済雑誌の多くはB2BよりもB2Cにかなり注意を向けているが、B2Bセクターにおける売り上げや市場取引の人員規模は非常に大きい。